# Promachus vexator
Promachus vexator är en tvåvingeart som beskrevs av Becker 1908. Promachus vexator ingår i släktet Promachus och familjen rovflugor.
Artens utbredningsområde är Kanarieöarna. Inga underarter finns listade i Catalogue of Life.